# Greencard warriors
Greencard warriors, alternatieve titel Crosstown, is een speelfilm van regisseur Miriam Kruishoop die ook het script schreef. Greencard warriors ging op 8 oktober 2013 in première op het Latino International Film Festival van Los Angeles. Tijdens dit festival werd Kruishoop onderscheiden met de prijs voor beste regie.

## Verhaal
De film draait om Latijns-Amerikaanse immigranten die hun draai proberen te vinden in de Amerikaanse maatschappij, nu ze de Green Card ofwel permanente verblijfstatus hebben verworven. Om een betere toekomst zeker te stellen, zendt de vader zijn oudste zoon uit naar het Amerikaanse leger, waardoor zijn andere zoon, de veertienjarige Angel, zich alleen moet zien te redden. Hij sluit zich aan bij een straatbende en vindt zijn nieuwe liefde. De grootste uitdaging waar zij zich tegenover gesteld zien, is overleving in deze nieuwe maatschappij.

## Rolverdeling
- Manny Perez, Jesus
- Vivica A. Fox, Gabrielle
- Angel Amaral, Angel